# Erfaring
Erfaring er den kundskab eller viden, som man får gennem egne oplevelser. Det er dog væsentligt at skelne mellem oplevelsen i sig selv og så den erfaring, der dannes, når oplevelsen er sat i forhold til tidligere erfaringer ved tankemæssig bearbejdning. Når man ofte lader, som om oplevelse og erfaring er én og samme ting, skyldes det, at bearbejdningen næsten altid sker ubevidst.
Erfaringsbaseret viden sættes ofte i modsætning til den viden, man har opnået gennem sin kultur, dvs. gennem gensidig påvirkning, samtaler, opdragelse, skolegang og medieformidlede oplysninger.
Den nyeste forskning i menneskets hukommelse gør, at man må opdele en persons samlede mængde af erfaringer i tre typer:
1. episodisk viden, der stammer fra selvoplevede situationer, formidlet som erindringer
2. semantisk viden, der drejer sig om almene sammenhænge, generelle begreber og abstraktioner fra den daglige virkelighed
3. procedural viden, der angår tillærte færdigheder, vaner og holdningsmønstre

Da egne oplevelser mest giver sig udslag i procedurale og og episodiske erfaringer, må de semantiske erfaringer erhverves på anden måde. Det sker i mange kulturer gennem myter, fortællinger og sagn, men det sker i stigende grad gennem undervisning og teoretiske fremstillinger. Der findes overgangsformer, som f.eks. fortællinger eller kunstneriske arbejder, der kan give en formidlet, episodisk viden, som ligner personlige erfaringer, men som samtidig videregiver almene forståelsesmønstre, der svarer til semantisk viden.
Disse erkendelser om menneskelig erfaring giver anledning til grundig eftertanke i de pædagogiske fag. På den ene side må der være flest mulige selvoplevede situationer i undervisningen, men på den anden side kan de ikke – som man ellers har troet – erstatte teoretisk stof, formidlede handlingsmønstre og forklaring af abstraktioner.
Inden for æstetikken taler man om æstetisk erfaring. Her går en af diskussionerne på om den æstetiske erfaring er en særlig type, der adskiller sig fra andre erfaringer, eller om den er tæt beslægtet med vores øvrige erfaringer.